# 吳少微
吴少微（663年—749年），字仲材，号遂谷。唐代新安（今安徽省黄山市休宁县）人。
生于龙朔三年癸亥八月十三日，武周长安元年（701年）間進士，累进至晋阳尉（今山西省太原市）。唐祚中兴即神龙初年，调于吏部，侍郎韦嗣立称荐，拜左台监察御史。曾参與《三教珠英》的编修，与富嘉谟、谷倚称“北京三杰”。开元八年，少微卧病中，得知富嘉谟死訊，哭而赋诗，不久亦卒。岑仲勉稱少微與嘉谟之文，“诚继陈拾遗而起之一派，韩、柳不得专美于后也”。著有《吴少微集》10卷，早佚。生三子：吴隆术、吴巩、吴云。